# Tobias Schramm
Tobias Schramm (* 9. Oktober 1701 in Schandau; † 14. Oktober 1771 in Dresden) war ein deutscher Instrumenten- und Orgelbauer.

## Leben und Werk
Wo Tobias Schramm den Orgelbau gelernt hat und wer seine Lehrmeister waren, ist unbekannt. Gesichert ist nur, dass er kein Schüler von Gottfried Silbermann war. Schramm wuchs in Schandau auf, wo er 1701 als Sohn eines Elbeschiffers geboren worden war, und erhielt am 10. Mai 1742 das Bürgerrecht von Dresden, wo er zeitlebens wohnen blieb. In Dresden ist er ab 1749 als Stadtorgel- und ab 1766 als Hoforgelbauer nachweisbar.
Schramm baute die 1749 geweihte Orgel der Schlosskirche Hubertusburg ursprünglich für die Kaiserkapelle in Dresden-Neustadt. Das Instrument wurde von der Kurfürstin Maria Josepha gestiftet und zu einem unbekannten Zeitpunkt umgesetzt. Die vergoldeten Verzierungen im Stil des Rokoko schuf wahrscheinlich der Hofbildhauer Johann Benjamin Thomae. Die Orgel verfügt über 10 Register, die auf einem Manual und Pedal verteilt sind. Für eine katholische Kirche vollkommen ungewöhnlich steht diese Orgel hoch über dem Altar.
Unter Verwendung von Orgelteilen der wegen Baufälligkeit abgebrochenen alten Dresdener Frauenkirche baute Schramm eine neue Orgel mit wenigen Stimmen in der Auferstehungskirche im Dresdener Stadtteil Plauen. Diese wurde im Mai 1746 geweiht. 1813 wurde das Instrument bei der Schlacht um Dresden in Mitleidenschaft gezogen und geplündert.
Tobias Schramm war der Vater des preußischen Hofcembalisten Johann Christian Schramm († 9. April 1796), dem Nachfolger von Carl Philipp Emanuel Bach. Ein weiterer Sohn mit Namen Johann August Schramm wurde im Jahr 1772 Hoforgelstimmer in Dresden und ist in dieser Tätigkeit bis 1780 nachweisbar. Sein Bruder Johann Gottlieb Schramm war Berliner Instrumentenbauer, dessen Werkstatt von seinem Sohn Carl Ludwig Schramm übernommen wurde.

## Werkliste
| Jahr             | Ort              | Gebäude                       | Bild | Manuale | Register | Bemerkungen                                                                                   |
| ---------------- | ---------------- | ----------------------------- | ---- | ------- | -------- | --------------------------------------------------------------------------------------------- |
| 1733, 1739, 1768 | Dresden          | Sophienkirche                 |      | II/P    | 30       | Reparaturen der Orgel von Gottfried Silbermann (1718–1720); nicht erhalten                    |
| 1742             | Dresden          | Frauenkirche                  |      | III/P   | 43       | Reparatur der Orgel von Gottfried Silbermann (1732–1736); nicht erhalten                      |
| 1746             | Plauen (Dresden) | Auferstehungskirche (Dresden) |      | I/P     | 11       | Umbau einer Orgel des 17. Jahrhunderts; nicht erhalten                                        |
| 1749             | Hubertusburg     | Schlosskapelle Hubertusburg   |      | I/P     | 10       | Neubau; Gehäuse erhalten; Werk 2001 durch Hermann Eule Orgelbau Bautzen rekonstruiert → Orgel |
| 1755             | Forst (Lausitz)  | Nikolaikirche                 |      | II/P    | 22       | Neubau; Gehäuse erhalten; Werk 1920 ersetzt                                                   |
| vor 1768         | Forst (Lausitz)  | St. Marien                    |      | II/P    | 19       | Neubau; nicht erhalten                                                                        |